# Quítxua de Chachapoyas
El quítxua chachapoyano és una varietat quítxua parlada al sud del departament d'Amazones del Perú, a les províncies de Chachapoyas i Luya. Una altra denominació és la de quítxua amazonenc. Els codis d'identificació de la llengua són ISO 639-3 quk i Glottolog chac-1250. Pertany al subgrup Quítxua de les terres baixes del Perú (II-B) del grup Quítxua II.
Aquesta varietat quítxua està en franca reculada en relació al castellà, encara que és possible trobar parlants fluids en alguns districtes com Colcamar (Luya), La Jalca (Chachapoyas). S'han reportat al districte de Conila (província de Luya) nens que encara parlen el quítxua.